# Lontong Pancur
Lontong Pancur is een bestuurslaag in het regentschap Pangkal Pinang van de provincie Bangka-Belitung, Indonesië. Lontong Pancur telt 5139 inwoners (volkstelling 2010).